# Вольфрамат лантана
Вольфрамат лантана — неорганическое соединение,
соль лантана и вольфрамовой кислоты
с формулой La2(WO4)3,
кристаллы,
не растворяется в воде,
образует кристаллогидраты.

## Физические свойства
Вольфрамат лантана образует кристаллы
моноклинной сингонии,
пространственная группа A 2/a,
параметры ячейки a = 1,165 нм, b = 1,183 нм, c = 0,789 нм, β = 109,78° .
Не растворяется в воде.
Образует кристаллогидрат состава La2(WO4)3•3H2O, который растворяется в воде (6,06 г/100 мл).

## Применение
- Кристаллы, допированные редкоземельными элементами, используются как рабочее тело лазеров.

## См.также
Вольфрамовая кислота